# Liste der geschützten Landschaftsbestandteile in Bochum
Die Liste der geschützten Landschaftsbestandteile in Bochum nennt die geschützten Landschaftsbestandteile im Gebiet der Stadt Bochum in Nordrhein-Westfalen.

## Geschützte Landschaftsbestandteile
Die Ausweisung von geschützten Landschaftsbestandteile erfolgte in den Landschaftsplänen der Stadt Bochum. Der Landschaftsplan Bochum-West trat 1995 in Kraft, der Landschaftsplan Bochum-Mitte-Ost 1998.
| Bild | Nr.   | Bezeichnung | Fläche | Position                    | Begründung | Anmerkungen |
| ---- | ----- | --- | ------ | --------------------------- | --- | ----------- |
|      | LB 1  | Gehölzstreifen auf den Straßenböschungen beiderseits der Kemnastraße in Bochum-Wattenscheid, 2, Leithe (Flur 4 und 6)                                                  |        | 51° 28′ 44″ N, 7° 6′ 34″ O  | zwei mit Gehölzen unterschiedlicher Größe dicht bestandene Böschungen. Geschützt zur Erhaltung von Biotopvernetzungsstrukturen in einem intensiv ackerbaulich genutzten Raum, zur Erhaltung wertvoller, naturnaher Lebens- bzw. Teillebensräume von gefährdeten, auf diesen Lebensraum angewiesene Tierarten, zur Erhaltung eines gliedernden und belebenden Landschaftselementes, sowie zur Verhinderung von Bodenerosionen. |             |
|      | LB 2  | Baumreihen nordwestlich des Gutes Sevinghausen (Flur 4) |        | 51° 28′ 6″ N, 7° 7′ 0″ O    | eine Pappelreihe entlang der Feldflur. Geschützt zur Erhaltung von Biotopvernetzungsstrukturen in einem intensiv ackerbaulich genutzten Raum, zur Erhaltung wertvoller, naturnaher Lebens- bzw. Teillebensräume von gefährdeten, auf diesen Lebensraum angewiesene Tierarten, zur Erhaltung eines gliedernden und belebenden Landschaftselementes, sowie zur Verhinderung von Bodenerosionen. |             |
|      | LB 3  | Platanenallee entlang des Vienhovenweg östlich des Gutes Sevinghausen in Bochum-Wattenscheid, 2, Sevinghausen (Flur 4)                                                 |        | 51° 28′ 2″ N, 7° 7′ 15″ O   | mit Platanen, Eschen und Weißdorn bestandene Böschung an der Zufahrt zum Gut Sevinghausen. Geschützt zur Erhaltung von Biotopvernetzungsstrukturen in einem intensiv ackerbaulich genutzten Raum, zur Erhaltung wertvoller, naturnaher Lebens- bzw. Teillebensräume von gefährdeten, auf diesen Lebensraum angewiesene Tierarten, zur Erhaltung eines gliedernden und belebenden Landschaftselementes, sowie zur Verhinderung von Bodenerosionen. |             |
|      | LB 4  | Gehölzgruppe nordwestlich Winkelmanns Hof in Bochum-Wattenscheid, 2, Sevinghausen (Flur 7)                                                                             |        | 51° 27′ 46″ N, 7° 6′ 43″ O  | ein kleiner Gehölzbestand auf einer als Grünland genutzten Fläche. Geschützt zur Erhaltung von Biotopvernetzungsstrukturen in einem intensiv ackerbaulich genutzten Raum, zur Erhaltung wertvoller, naturnaher Lebens- bzw. Teillebensräume von gefährdeten, auf diesen Lebensraum angewiesene Tierarten, zur Erhaltung eines gliedernden und belebenden Landschaftselementes, sowie zur Verhinderung von Bodenerosionen. |             |
|      | LB 6  | Siepen zwischen Helfstraße und Sevinghauser Weg in Bochum-Wattenscheid, 2, Sevinghausen (Flur 6)                                                                       |        | 51° 27′ 42″ N, 7° 7′ 39″ O  | ein sich von Südwest nach Nordost erstreckender, gehölzbestandener Siepen mit einem Bachlauf, der zu mehreren Fischteichen angestaut wurde. Geschützt zur Erhaltung von naturnahen Bereichen in einem intensiv landwirtschaftlich genutzten Raum, eines Lebensraumes gefährdeter Tierarten, von Biotopvernetzungsstrukturen, sowie eines gliedernden und belebenden Landschaftsteiles. |             |
|      | LB 7  | Siepen zwischen Sevinghauser Weg und Berliner Straße nordöstlich der katholischen Kirche in Bochum-Wattenscheid, 2, Sevinghausen (Flur 10)                             |        | 51° 27′ 35″ N, 7° 7′ 52″ O  | ein gehölzbestandener Siepen, der von einem Bachlauf durchflossen wird. Geschützt zur Erhaltung einer Biotopvernetzungsstruktur in einem intensiv landwirtschaftlich genutzten Raum, sowie eines gliedernden und belebenden Landschaftselementes. |             |
|      | LB 8  | Saum- und Gehölzstreifen westlich der Straße Freisenbruch, nördlich der Umspannanlage Eiberg in Bochum-Wattenscheid, 2, Sevinghausen (Flur 12)                         |        | 51° 27′ 13″ N, 7° 7′ 28″ O  | eine zum Teil mit Gehölzen bestandene Geländestufe innerhalb der Feldflur. Geschützt zur Erhaltung von Biotopvernetzungsstrukturen in einem intensiv ackerbaulich genutzten Raum, zur Erhaltung wertvoller, naturnaher Lebens- bzw. Teillebensräume von gefährdeten, auf diesen Lebensraum angewiesene Tierarten, zur Erhaltung eines gliedernden und belebenden Landschaftselementes, sowie zur Verhinderung von Bodenerosionen. |             |
|      | LB 9  | Gehölzbestandener Bahndamm östlich der Talstraße in Bochum-Wattenscheid, 2, Eppendorf (Flur 14)                                                                        |        | 51° 27′ 40″ N, 7° 10′ 10″ O | der Bahndamm einer ehemaligen Zechenbahnstrecke. Geschützt zur Erhaltung von Biotopvernetzungsstrukturen in einem intensiv ackerbaulich genutzten Raum, zur Erhaltung wertvoller, naturnaher Lebens- bzw. Teillebensräume von gefährdeten, auf diesen Lebensraum angewiesene Tierarten, zur Erhaltung eines gliedernden und belebenden Landschaftselementes, sowie zur Verhinderung von Bodenerosionen. |             |
|      | LB 10 | Siepen und Bahndamm westlich der Engelsburger Straße in Bochum-Wattenscheid, 2, Eppendorf (Flur 1)                                                                     |        | 51° 27′ 42″ N, 7° 10′ 31″ O | ein gehölzbestandener Siepen und die gehölzbestandenen Böschungen des Bahndammes einer ehemaligen Zechenbahn. Geschützt zur Erhaltung von Biotopvernetzungsstrukturen in einem intensiv ackerbaulich genutzten Raum, zur Erhaltung wertvoller, naturnaher Lebens- bzw. Teillebensräume von gefährdeten, auf diesen Lebensraum angewiesene Tierarten, zur Erhaltung eines gliedernden und belebenden Landschaftselementes, sowie zur Verhinderung von Bodenerosionen. |             |
|      | LB 11 | Tümpel mit Umgebung auf dem Gelände der ehemaligen Zeche Dahlhauser Tiefbau in Bochum-Südwest, 6, Dahlhausen (Flur 17)                                                 |        | 51° 24′ 58″ N, 7° 9′ 13″ O  | ein Kleingewässer mit stark schwankendem Wasserstand. Geschützt zur Erhaltung eines Lebens- bzw. Teillebensraumes seltener und gefährdeter Amphibienarten und zur Erhaltung eines Lebensraumes seltener und gefährdeter Insektenarten. |             |
|      | LB 12 | Ruhrinsel südlich des Bahnhofs Dahlhausen in Bochum-Südwest, 6, Dahlhausen (Flur 14)                                                                                   |        | 51° 25′ 26″ N, 7° 8′ 33″ O  | eine bei Hochwasser überflutete Insel mit Kiesbänken und Steilufern. Geschützt zur Erhaltung und Entwicklung eines naturnahen, wertvollen Lebensraumes für seltene auf diesen Lebensraum angewiesene Tier- und Pflanzenarten, sowie zur Erhaltung von Biotopvernetzungsstrukturen. |             |
|      | LB 13 | Feuchtwiese mit Bachlauf westlich der Blankensteiner Straße in Bochum-Südwest, 6, Sundern (Flur 10)                                                                    |        | 51° 25′ 41″ N, 7° 12′ 29″ O | Feuchtwiese mit Hochstaudenflur durch die der schwach mäandrierende Knöselsbach fließt. Er liegt etwa 3 m unterhalb der angrenzenden Blankensteiner Straße gegenüber der Einmündung der Straße „Am Bliestollen“. Die bachbegleitenden Ufergehölze bestehen aus Buche, Stieleiche und Hainbuche. In den trockeneren Randzonen breitet sich Adlerfarn aus. Geschützt zur Erhaltung und Entwicklung eines naturnahen, wertvollen Lebensraumes für seltene auf diesen Lebensraum angewiesene Tier- und Pflanzenarten, sowie zur Erhaltung eines gliedernden und belebenden Landschaftselementes. |             |
|      | LB 1  | Quellbereich des Roßbaches in Bochum-Nord, 3, Gerthe |        | 51° 31′ 35″ N, 7° 17′ 16″ O | Die im tieferliegenden Teil einer Pferdeweide gelegene Sumpf- bzw. Sickerquelle (Helokrene) des Roßbaches dient zahlreichen, teilweise gefährdeten Amphibienarten als Laichgewässer. Geschützt zur Sicherstellung der Leistungsfähigkeit des Naturhaushalts, sowie zur Abwehr schädlicher Einwirkungen. |             |
|      | LB 2  | Hofteich und Quellbereich des Kirchharpener Baches, südlich des Hauses Kornweg 36 in Bochum-Nord, 3, Gerthe                                                            |        | 51° 30′ 42″ N, 7° 16′ 53″ O | Eine gefasste und verrohrte Sumpf- bzw. Sickerquelle (Helokrene) des Kirchharpener Baches sowie ein ummauerter Hofteich, der durch das Quellgewässer gespeist wird und über den der Kirchharpener Bach sein Wasser erhält. An den Rändern des Teiches gibt es eine reichhaltige Röhricht-, Hochstauden- und Pioniervegetation. Geschützt zur Sicherstellung der Leistungsfähigkeit des Naturhaushalts, sowie zur Abwehr schädlicher Einwirkungen. |             |
|      | LB 3  | Teich bei Gernholz in Bochum-Nord, 3, Gerthe |        | 51° 30′ 25″ N, 7° 16′ 32″ O | Der von hohen Pappeln umgebener Hofteich weist eine gut entwickelte Ufervegetation mit Rohr- und Igelkolbenbeständen auf. Er ist Laichplatz des Grasfrosches. Geschützt zur Sicherstellung der Leistungsfähigkeit des Naturhaushalts, zur Belebung, Gliederung oder Pflege des Orts- und Landschaftsbildes, sowie zur Abwehr schädlicher Einwirkungen. |             |
|      | LB 4  | Saatkrähenkolonie bei Gernholz in Bochum-Nord, 3, Harpen |        | 51° 30′ 18″ N, 7° 16′ 38″ O | In diesem Buchen-Hochwald im Bockholt nistete 1998 die einzige Saatkrähenkolonie im Bochumer Stadtgebiet. Unter Schutz gestellt zur Erhaltung und Sicherstellung eines Lebensraumes seltener und gefährdeter Tierarten, zur Sicherstellung der Leistungsfähigkeit des Naturhaushalts, sowie zur Abwehr schädlicher Einwirkungen. |             |
|      | LB 5  | Gehölzstreifen auf einer Geländestufe westlich der ehemaligen Chemischen Werke Amalia, Berghofer Feld auf der Grenze zwischen Bochum-Nord, 3, und Bochum-Ost, 4, Werne |        | 51° 30′ 6″ N, 7° 18′ 12″ O  | Einreihiger, gut eingewachsener Gehölzstreifen inmitten einer intensiv genutzten landwirtschaftlichen Fläche. Geschützt zur Sicherstellung der Leistungsfähigkeit des Naturhaushalts, zur Belebung, Gliederung oder Pflege des Orts- und Landschaftsbildes, sowie zur Abwehr schädlicher Einwirkungen. |             |
|      | LB 6  | Feldgehölz Am Kamper Holzkamp in Bochum-Nord, 3, Harpen |        | 51° 30′ 5″ N, 7° 17′ 31″ O  | Eine Feldgehölzreihe auf der Straßenböschung nördlich des Harpener Hellweg. Geschützt zur Sicherstellung der Leistungsfähigkeit des Naturhaushalts, zur Belebung, Gliederung oder Pflege des Orts- und Landschaftsbildes, sowie zur Abwehr schädlicher Einwirkungen. |             |
|      | LB 7  | Gehölzbestandener Siepen südwestlich des Gehöftes Schulte-Limbeck in Bochum-Ost, 4, Werne                                                                              |        | 51° 29′ 52″ N, 7° 18′ 35″ O | Halbkreisförmiger, trockengefallener Siepen westlich des Hofes „Schulte-Limbeck“. An den steilen Siepenhängen stocken mit Bergahorn und Ebereschen unterbaute Stieleichen und Pappeln. Geschützt zur Sicherstellung der Leistungsfähigkeit des Naturhaushalts, zur Belebung, Gliederung oder Pflege des Orts- und Landschaftsbildes, sowie zur Abwehr schädlicher Einwirkungen. |             |
|      | LB 8  | Gehölzstreifen westlich der Limbeckstraße, südöstlich des Gehöftes Schulte-Limbeck in Bochum-Ost, 4, Werne                                                             |        | 51° 29′ 53″ N, 7° 18′ 52″ O | Ein schmaler Gehölzstreifen in der intensiv genutzten Feldflur. Funktionaler Zusammenhang zu LB 7 und LB 9. Geschützt zur Sicherstellung der Leistungsfähigkeit des Naturhaushalts, zur Belebung, Gliederung oder Pflege des Orts- und Landschaftsbildes, sowie zur Abwehr schädlicher Einwirkungen. |             |
|      | LB 9  | Gehölzbestandener Siepen östlich der Limbeckstraße an der Stadtgrenze zu Dortmund in Bochum-Ost, 4, Werne                                                              |        | 51° 29′ 55″ N, 7° 18′ 59″ O | Kleiner Siepen, dessen Hänge einen dichten Baum- und Strauchbewuchs aufweisen. Funktionaler Zusammenhang zu LB 7 und LB 8. Geschützt zur Sicherstellung der Leistungsfähigkeit des Naturhaushalts, zur Belebung, Gliederung oder Pflege des Orts- und Landschaftsbildes, sowie zur Abwehr schädlicher Einwirkungen. |             |
|      | LB 10 | Grünlandsenke, westlich der Straße „Zu den Kämpen“, „Auf dem Hilgenacker“ in Bochum-Nord, 3, Harpen                                                                    |        | 51° 29′ 15″ N, 7° 16′ 16″ O | Grünlandbereich mit Geländekanten, Feldgehölzen und einer temporär überflutete Wiesenfläche. Im südlichen Teil größere Bestände Wechselnässe anzeigender Pflanzenarten wie etwa Knick- und Fuchsschwanz und Wasserknöterich. Die wechselnasse Fläche kann als Laichgewässer für Kreuzkröte und Teichmolch angesehen werden. Die Geländekante war 1998 mit über 120 Jahre alten weithin sichtbaren Einzelbäumen bestanden. Geschützt zur Sicherstellung der Leistungsfähigkeit des Naturhaushalts, zur Belebung, Gliederung oder Pflege des Orts- und Landschaftsbildes, sowie zur Abwehr schädlicher Einwirkungen.                                                                                  |             |
|      | LB 11 | Geländemulde am Hauptfriedhof, westlich der Havkenscheider Straße, in Bochum-Ost, 4, Altenbochum                                                                       |        | 51° 28′ 47″ N, 7° 15′ 43″ O | Geländemulde im östlichen Teil des Hauptfriedhofes. Die Muldensohle ist weitgehend gehölzfrei und mit Brennessel- und Grasfluren bewachsen. Im Osten ein Staugewässer, das Amphibien als Laichbiotop dient. Die Muldenböschungen sind mit Brombeeren und glatthaferwiesenverwandten Grasfluren sowie mit Gehölzreihen aus Erlen, Weiden und Pappeln bestanden. Geschützt zur Sicherstellung der Leistungsfähigkeit des Naturhaushalts, zur Belebung, Gliederung oder Pflege des Orts- und Landschaftsbildes, sowie zur Abwehr schädlicher Einwirkungen. |             |
|      | LB 12 | Gehölzgruppe an der „Alte Wittener Straße“ in Bochum-Ost, 4, Laer |        | 51° 27′ 52″ N, 7° 16′ 50″ O | Gut strukturierte Gehölzfläche, u. a. Kastanien und Platanen, einige waren 1998 ca. 120 Jahre alt. Geschützt zur Sicherstellung der Leistungsfähigkeit des Naturhaushalts, zur Belebung, Gliederung oder Pflege des Orts- und Landschaftsbildes, sowie zur Abwehr schädlicher Einwirkungen. |             |
|      | LB 13 | Wiesentälchen „Heimelsberg“ in Bochum-Ost, 4, Langendreer |        | 51° 28′ 11″ N, 7° 20′ 19″ O | Als Viehweide genutzte Bachaue, an nassen und daher ungenutzten Stellen hat sich eine von Brennnesseln dominierte Feuchtbrache entwickelt. Der Langendreer Bach ist teilweise verrohrt, die Talböschungen sind mit vorwiegend bodenständigen Gehölzen bestanden. Im Südosten gibt es einen kleinen Buchen-Hochwaldrest. Geschützt zur Sicherstellung der Leistungsfähigkeit des Naturhaushalts, zur Belebung, Gliederung oder Pflege des Orts- und Landschaftsbildes, sowie zur Abwehr schädlicher Einwirkungen. |             |
|      | LB 14 | Gehölzstreifen östlich Heimelsberg, westlich der Wittkampstraße an der Stadtgrenze zu Dortmund in Bochum-Ost, 4, Langendreer                                           |        | 51° 28′ 18″ N, 7° 20′ 45″ O | Gehölzbestandene Geländestufe und im Norden daran anschließender Gehölzstreifen in der intensiv genutzten Feldflur. Geschützt zur Sicherstellung der Leistungsfähigkeit des Naturhaushalts, zur Belebung, Gliederung oder Pflege des Orts- und Landschaftsbildes, sowie zur Abwehr schädlicher Einwirkungen. |             |
|      | LB 15 | Gehölzstreifen an der Sportanlage Hörder Straße/Breite Hille in Bochum-Ost, 4, Langendreer                                                                             |        | 51° 27′ 44″ N, 7° 20′ 17″ O | Dicht mit Gehölzen bestandene Böschung um den westlichen Tennenplatz der Sportanlage. Geschützt zur Sicherstellung der Leistungsfähigkeit des Naturhaushalts, zur Belebung, Gliederung oder Pflege des Orts- und Landschaftsbildes, sowie zur Abwehr schädlicher Einwirkungen. |             |
|      | LB 16 | Brachfläche und Böschung der ehem. Hafenbahn des Naturschutzgebietes Nr. 1 „Blumenkamp“ in Bochum-Mitte, 1, Hordel                                                     |        | 51° 29′ 59″ N, 7° 9′ 21″ O  | Gut strukturierte Brachfläche mit unterschiedlichen Gebüsch- und Krautgesellschaften sowie einigen Kleingewässer unterschiedlicher Größe. Die etwa 8 m hohe ehemalige Bahndammböschung ist vorwiegend mit Robinien und Eschen bestanden. Geschützt zur Sicherstellung der Leistungsfähigkeit des Naturhaushalts, zur Belebung, Gliederung oder Pflege des Orts- und Landschaftsbildes, sowie zur Abwehr schädlicher Einwirkungen. |             |
|      | LB 17 | Klärteich an der Wiesenstraße, südlich der Fabrik Eickhoff in Bochum- Süd, 5, Wiemelhausen                                                                             |        | 51° 27′ 20″ N, 7° 13′ 5″ O  | Ehemaliges Absetzbecken mit großflächigen Röhrichtzonen. An den Böschungen stocken lückige Gehölzreihen und Gebüsche. Geschützt zur Sicherstellung der Leistungsfähigkeit des Naturhaushalts, zur Belebung, Gliederung oder Pflege des Orts- und Landschaftsbildes, sowie zur Abwehr schädlicher Einwirkungen. |             |
|      | LB 18 | Obstwiese am Eichenweg in Bochum-Süd, 5, Wiemelhausen |        | 51° 26′ 37″ N, 7° 14′ 13″ O | als Weide- und Gartenfläche genutzte Obstwiese umgeben von zwei landwirtschaftlichen Hofstellen und landwirtschaftlichen Nutzflächen. Der Baumbestand war 1998 im Alter zwischen 10 und 50 Jahren. Geschützt zur Sicherstellung der Leistungsfähigkeit des Naturhaushalts, zur Belebung, Gliederung oder Pflege des Orts- und Landschaftsbildes, sowie zur Abwehr schädlicher Einwirkungen. |             |
|      | LB 19 | Obstwiese an der Baumhofstraße/nördlich Lottenbach in Bochum-Süd, 5, Wiemelhausen                                                                                      |        | 51° 26′ 25″ N, 7° 14′ 13″ O | Als Viehweide genutzte Obstwiese in einem guten Pflegezustand mit zum Teil altem Baumbestand (Stand 1998: über 50 Jahre). Im Lottenbachtal, in leichter Hanglage. Geschützt zur Sicherstellung der Leistungsfähigkeit des Naturhaushalts, zur Belebung, Gliederung oder Pflege des Orts- und Landschaftsbildes, sowie zur Abwehr schädlicher Einwirkungen. |             |
|      | LB 20 | Obstwiese an der Straße „Im Haarmannsbusch“/Einmündung Surkenstraße in Bochum-Süd, 5, Stiepel                                                                          |        | 51° 26′ 24″ N, 7° 14′ 30″ O | Obstwiese mit einem Obstbäumen im Alter zwischen 10 und 50 Jahren (Stand: 1998), von landwirtschaftlicher Nutzfläche umgeben. Geschützt zur Sicherstellung der Leistungsfähigkeit des Naturhaushalts, zur Belebung, Gliederung oder Pflege des Orts- und Landschaftsbildes, sowie zur Abwehr schädlicher Einwirkungen. |             |
|      | LB 21 | Obstwiese nördlich der Haarstraße 251 a in Bochum-Süd, 5, Stiepel |        | 51° 26′ 16″ N, 7° 15′ 47″ O | Als Viehweide und Rasenfläche genutzte Obstwiese mit zum Teil altem Baumbestand (Stand 1998: über 50 Jahre), von landwirtschaftlichen Nutzflächen umgeben. Geschützt zur Sicherstellung der Leistungsfähigkeit des Naturhaushalts, zur Belebung, Gliederung oder Pflege des Orts- und Landschaftsbildes, sowie zur Abwehr schädlicher Einwirkungen. |             |
|      | LB 22 | Obstwiese südlich der Haarstraße 251 a, in Bochum-Süd, 5, Stiepel |        | 51° 26′ 14″ N, 7° 15′ 46″ O | Obstwiese mit älterem Baumbestand (Stand 1998: über 50 Jahre) in sehr gutem Pflegezustand, von einer Bruchsteinmauer umgeben. Zusammen mit der unmittelbar benachbarten Obstwiese (LB 21) hat sie eine hohe Bedeutung für die ökologische Vernetzung in diesem Raum. Geschützt zur Sicherstellung der Leistungsfähigkeit des Naturhaushalts, zur Belebung, Gliederung oder Pflege des Orts- und Landschaftsbildes, sowie zur Abwehr schädlicher Einwirkungen. |             |
|      | LB 23 | Rotbuchengruppe (Fagus sylvatica) westlich Witthäuser Mühle, Im Rotteland 71 a in Bochum-Süd, 5, Stiepel                                                               |        | 51° 26′ 0″ N, 7° 15′ 5″ O   | Gruppe von zwei Rotbuchen westlich der ehemaligen Mühlenanlage. Die Bäume mit einer Höhe von ca. 10,00 bis 12,00 m und einem etwa gleich großen Kronendurchmesser sind aufgrund ihres Standortes auf einer Hügelkuppe weithin sichtbar und durch die Windschur geprägt. Geschützt zur Sicherstellung der Leistungsfähigkeit des Naturhaushalts, zur Belebung, Gliederung oder Pflege des Orts- und Landschaftsbildes, sowie zur Abwehr schädlicher Einwirkungen. |             |
|      | LB 24 | Obstwiese nördlich der Hafenanlage „Im Mailand 131“ in Bochum-Süd, 5, Stiepel                                                                                          |        | 51° 25′ 43″ N, 7° 15′ 44″ O | Zum Teil auf dem Gelände des Golfplatzes Stiepel gelegene Obstwiese. Ein großer Teil der Obstbäume war 1998 etwa 50 Jahre alt. Sie boten vielen Höhlenbrütern Lebensraum und waren in Verbindung mit den angrenzenden Waldflächen von großer Bedeutung für den Arten- und Biotopschutz. Geschützt zur Sicherstellung der Leistungsfähigkeit des Naturhaushalts, zur Belebung, Gliederung oder Pflege des Orts- und Landschaftsbildes, sowie zur Abwehr schädlicher Einwirkungen. |             |
|      | LB 25 | Obstwiese südlich der Straße „Im Mailand 132“ in Bochum-Süd, 5, Stiepel                                                                                                |        | 51° 25′ 38″ N, 7° 15′ 41″ O | Obstwiese mit zum Teil sehr alten Bäumen (Stand 1998: 50 bis 100 Jahre) auf dem Gelände des Golfplatzes Stiepel. Unmittelbar südlich angrenzend steht ein alter Buchenbestand. Geschützt zur Sicherstellung der Leistungsfähigkeit des Naturhaushalts, zur Belebung, Gliederung oder Pflege des Orts- und Landschaftsbildes, sowie zur Abwehr schädlicher Einwirkungen. |             |
|      | LB 26 | Obstwiese südlich der Oveneystraße/westlich des Parkplatzes des Kemnader Sees in Bochum-Süd, 5, Stiepel                                                                |        | 51° 25′ 8″ N, 7° 14′ 57″ O  | Teilweise als Schafweide genutzte Obstwiese mit (Stand: 1998) zwischen 10 und 50 Jahre alten Obstbäumen. Westlich grenzen Siedlungsflächen an, südlich landwirtschaftliche Nutzflächen. Geschützt zur Sicherstellung der Leistungsfähigkeit des Naturhaushalts, zur Belebung, Gliederung oder Pflege des Orts- und Landschaftsbildes, sowie zur Abwehr schädlicher Einwirkungen. |             |
|      | LB 27 | Obstwiese östlich der Kemnader Straße/südlich Oveneystraße in Bochum-Süd, 5, Stiepel                                                                                   |        | 51° 25′ 4″ N, 7° 14′ 48″ O  | Etwa 1 ha große extensiv gepflegte Obstwiese mit zum Teil sehr alten Bäumen, im Norden und Westen von Hausgärten und im Süden und Osten von landwirtschaftlichen Flächen umgeben. Geschützt zur Sicherstellung der Leistungsfähigkeit des Naturhaushalts, zur Belebung, Gliederung oder Pflege des Orts- und Landschaftsbildes, sowie zur Abwehr schädlicher Einwirkungen. |             |
|      | LB 28 | Siepen und Ruhrhang südlich des Parkplatzes Oveneystraße, nördlich des Stauwehrs des Kemnader Sees in Bochum-Süd, 5, Stiepel                                           |        | 51° 25′ 4″ N, 7° 15′ 8″ O   | Von Westen nach Osten verlaufendes Kerbtal, auf dessen Sohle ein Graben verläuft. Das Kerbtal ist reich an Moosen und Farnen, auf den steilen Hängen stockt ein artenreicher Baumbestand. Am Ausgang des Kerbtals befinden sich im sickernassen Talgrund einige ältere Weiden. Nach Süden hin schließt sich an das Kerbtal ein ost- bis südexponierter Steilhang zum Kemnader Stausee an, auf dem überwiegend jüngere Birken stocken. Im Steilhang liegt ein aufgelassener Steinbruch. Geschützt zur Sicherstellung der Leistungsfähigkeit des Naturhaushalts, zur Belebung, Gliederung oder Pflege des Orts- und Landschaftsbildes, sowie zur Abwehr schädlicher Einwirkungen.                     |             |
|      | LB 29 | Obstwiese südlich des Hauses Baumhofstraße 51 in Bochum-Süd, 5, Wiemelhausen                                                                                           |        | 51° 26′ 26″ N, 7° 14′ 2″ O  | Eine Obstwiese mit einem zum Teil sehr alten Obstbaumbestand (Stand 1998: über 100 Jahre). Die Wiese wird intensiv als Rasen- und Weidefläche genutzt. Sie ist von Acker- und Weideflächen umgeben. Geschützt zur Sicherstellung der Leistungsfähigkeit des Naturhaushalts, zur Belebung, Gliederung oder Pflege des Orts- und Landschaftsbildes, sowie zur Abwehr schädlicher Einwirkungen. |             |
|      | LB 30 | Obstwiese Gathmannshof, nördlich der Haarstraße, Einmündung „Im Königsbusch“ in Bochum-Süd, 5, Stiepel                                                                 |        | 51° 26′ 2″ N, 7° 14′ 6″ O   | Eine etwa 3.000 m² große, extensiv genutzte, Obstwiese. Die Altersstruktur der Obstbäume liegt zwischen 10 und 50 Jahre. Sie befindet sich östlich der Hofanlage Haarstraße 21 und ist von landwirtschaftlichen Nutzflächen umgeben. Geschützt zur Sicherstellung der Leistungsfähigkeit des Naturhaushalts, zur Belebung, Gliederung oder Pflege des Orts- und Landschaftsbildes, sowie zur Abwehr schädlicher Einwirkungen. |             |
|      | LB 31 | Quellteiche des Knöselsbaches und Auebereich „Am Bliestollen“ in Bochum-Süd, 5, Stiepel                                                                                |        | 51° 25′ 47″ N, 7° 12′ 29″ O | Neben weiteren Quellarmen hat der Knöselsbach heute seinen Ursprung in den beiden Teichen (ca. 600 und ca. 150 m² groß) im Einmündungsbereich der Blankensteiner Straße und der Straße „Am Bliestollen“. Im westlichen Bereich, zwischen der Blankensteiner Straße und den Teichen befindet sich eine mit bodenständigen und standortgerechten Gehölzen bestandene Böschung. Die Teiche selbst weisen eine gut ausgebildete Wasser- und Verlandungsvegetation auf und dienen zahlreichen Amphibienarten als Laichgewässer. Nördlich und östlich grenzen offene Wiesenflächen an. Geschützt zur Sicherstellung der Leistungsfähigkeit des Naturhaushalts, sowie zur Abwehr schädlicher Einwirkungen. |             |
|      | LB 32 | Bewaldeter Hang Blankensteiner Straße in Bochum-Süd, 5, Stiepel |        | 51° 25′ 39″ N, 7° 12′ 27″ O | Mit mittlerem bis starkem Baumholz bestandener Waldhang parallel zur Blankensteiner Straße gegenüber der Einmündung „Am Varenholt“. Er bildet den nördlichen Abschluss der Waldfläche „Berger Feld“. Die Hangflächen erheben sich bis zu 7,00 m über das Straßenniveau und bilden ein linienförmiges Element mit Buche, Stieleiche und Hainbuche. Geschützt zur Sicherstellung der Leistungsfähigkeit des Naturhaushalts, sowie zur Abwehr schädlicher Einwirkungen. |             |
|      | LB 33 | Obstwiese an der Blankensteiner Straße, nördlich des Hauses Nr. 363, in Bochum-Süd, 5, Stiepel                                                                         |        | 51° 25′ 29″ N, 7° 12′ 44″ O | Obstwiese aus einem mittleren bis älteren Baumbestand (teilweise älter als 50 Jahre) mit einer gut strukturierten heckenartigen Saumgesellschaft entlang der Blankensteiner Straße. Die Wiesenflächen unter den Obstbäumen wird als Schafweide genutzt. Geschützt zur Sicherstellung der Leistungsfähigkeit des Naturhaushalts, zur Belebung, Gliederung oder Pflege des Orts- und Landschaftsbildes, sowie zur Abwehr schädlicher Einwirkungen. |             |
|      | LB 34 | Kopfbaumreihe nordöstlich der Kosterbrücke in Bochum-Süd, 5, Stiepel                                                                                                   |        | 51° 25′ 15″ N, 7° 12′ 41″ O | Eine lückig stehende Kopfbaumreihe aus Weiden, der einige Pappeln beigemengt sind. Die linienförmige Gehölzreihe säumt den Knöselsbach und stellt ein kulturhistorisch wertvolles Element in der Ruhraue dar. Geschützt zur Sicherstellung der Leistungsfähigkeit des Naturhaushalts, zur Belebung, Gliederung oder Pflege des Orts- und Landschaftsbildes, sowie zur Abwehr schädlicher Einwirkungen. |             |
|      | LB 35 | Nördliches Ruhrufer im Bereich der Wassergewinnungsanlage zwischen der Kosterbrücke und der Kläranlage Rauendahl in Bochum-Süd, 5, Stiepel                             |        | 51° 25′ 8″ N, 7° 11′ 52″ O  | Am Ruhrufer befinden sich fragmentarisch ausgebildete Röhricht und Weidenstreifen. In den Stillwasserbereichen zwischen den Buhnen kommen unter anderem Teichrosen und Kammlaichkraut vor. Ebenso haben sich eine gute Schwimmblatt- und Unterwasservegetation sowie Sand- und Kieselbänke als Rastplatz für durchziehende Limikolen gebildet. Unter Schutz gestellt zur Sicherstellung der Leistungsfähigkeit des Naturhaushalts, sowie zur Abwehr schädlicher Einwirkungen. |             |
|      | LB 36 | Obstwiese nördlich Henkenberg in Bochum-Süd, 5, Stiepel |        | 51° 25′ 28″ N, 7° 13′ 14″ O | Die Obstwiese liegt südlich entlang der Henkenbergstraße zwischen den Häusern Nr. 125 und 145. Es gibt vier verschiedene Baumarten mit Altersstufen von unter 10 bis über 50 Jahren. Vom ökologischen Wert her ist der Baumbestand mit Totholz im Rahmen des Biotopverbundes besonders schutzwürdig. Geschützt zur Sicherstellung der Leistungsfähigkeit des Naturhaushalts, zur Belebung, Gliederung oder Pflege des Orts- und Landschaftsbildes, sowie zur Abwehr schädlicher Einwirkungen. |             |
|      | LB 37 | Obstwiese zwischen der Henkenbergstraße und der Von Dückerstraße in Bochum-Süd, 5, Stiepel                                                                             |        | 51° 25′ 36″ N, 7° 13′ 31″ O | Die Obstwiese westlich des Hauses Henkenbergstraße 76 besteht aus Bäumen aller Altersstufen (unter 10 bis über 50 Jahre) und vier verschiedenen Obstsorten (Apfel, Birne, Kirsche, Pflaume). Geschützt zur Sicherstellung der Leistungsfähigkeit des Naturhaushalts, zur Belebung, Gliederung oder Pflege des Orts- und Landschaftsbildes, sowie zur Abwehr schädlicher Einwirkungen. |             |
|      | LB 38 | Obstwiese Gräfin-Imma-Straße in Bochum-Süd, 5, Stiepel |        | 51° 25′ 23″ N, 7° 13′ 50″ O | Die Obstwiese mit über 60 Bäumen, fünf verschiedenen Obstsorten und einer Altersstruktur von 10 bis über 50 Jahren erstreckt sich südlich und westlich der landwirtschaftlichen Hofanlage Gräfin-Imma-Straße 122. Schutz zur Erhaltung der Lebensräume für viele Tierarten, insbesondere für Vögel (Höhlenbrüter), Kleinsäuger und Insekten, zur Erhaltung von Bienenweiden, eines gliedernden und belebenden Landschaftselementes, das die visuelle Vielfalt des Raumes mitbestimmt, sowie eines Raumes mit Bedeutung für die ökologische Vernetzung. |             |